# Brian Brendell
Brian Brendell (ur. 7 września 1986 w Reheboth) – piłkarz grający w reprezentacji Namibii.
Strzelił dwa gole dla Namibii w meczu o 3. miejsce z reprezentacją Lesotho w COSAFA Cup 2007, dając zwycięstwo swojej drużynie.
W 2008 roku wystąpił w Pucharze Narodów Afryki, gdzie strzelił dwie bramki. Namibia wywalczyła jeden punkt, remisując 1:1 z Gwineą i nie awansowała do ćwierćfinału.